# مقاطعة كونيهوس (كولورادو)
مقاطعة كونيهوس (بالإنجليزية: Conejos County)‏ هي إحدى مقاطعات ولاية كولورادو في الولايات المتحدة الأمريكية.